# Cephalochordata
Os Cefalocordados,Cephalochordata ou Acrania (do grego: κεφαλή - kephalé, cabeça; e χορδή - 'khordé', corda) são um subfilo de cordados marinhos, pequenos e pisciformes, ao qual pertecem os anfioxos. Existem cerca de 30 espécies de cefalocordados, além de prováveis espécies ainda não identificadas. Eles são um importante objeto de estudo na zoologia por proporcionarem indicações sobre a origem dos vertebrados. 
No estudo realizado por Blair e Hedges em 2005, foram usadas sequências proteicas de 75 diferentes proteínas para determinar que a diferença entre os Cefalocordados dos demais subfilos dos Cordados diverge há mais de 891 milhões de anos.
No Brasil, existem referências a estes animais desde o século XX, tendo sido registradas quatro espécies no país: Branchiostoma caribeum Sundevall (Sawaya, 1964; Silva, 1977); Branchiostoma platae Hubbs (Sawaya e Carvalho, 1938; Sawaya e Carvalho, 1950; Moure, Björnberg et al, 1954; Tommasi, Valente et al, 1972) e Branchiostoma marambaiensis (Silva, 1977), encontradas nos estados da região sudeste e sul, além de Amphioxides pelagicus (Günther, 1889) (Björnberg, 1954) coletado no plâncton da Ilha de Fernando de Noronha.
O cefalocordado melhor conhecido é o Branchiostoma lanceolatum, o anfioxo (Grego amphi = ambos e oxy = pontiagudo; anfioxo significa "pontiagudo em ambas as extremidades", um termo apropriado para um animal sem cabeça distinta, sendo que tanto a extremidade cefálica como a caudal parecem pontiagudas). 
Os anfioxos são amplamente distribuídos nas águas oceânicas das plataformas continentais e, quando adultos, são animais escavadores e sedentários. São animais que medem cerda de 5 a 7 cm de comprimento e vivem enterrados em areia de águas rasas do ambiente marinho, deixando para fora do substrato apenas sua extremidade anterior. Em algumas poucas espécies, os adultos retêm o comportamento ativo e livre-natante das larvas.

## Características gerais
- Corpo delgado com forma de peixe.
- Epiderme formada apenas por uma camada de células (uniestratificada), sem escamas.
- Musculatura segmentada que se encontra aderida à notocorda, conforme a notocorda se deforma, ocorre o movimento.
- Ambiente marinho (águas rasas, semi-enterrados na areia ou nadantes).
- Sexos separados, fecundação externa, desenvolvimento indireto.
- Sistema circulatório fechado e sem coração: hemolinfa (incolor e sem pigmentos respiratórios) guiada para a porção posterior pela aorta dorsal e retornada pelo vaso ventral, que se contrai ritmicamente, difundindo-se pelos vasos faringianos.
- Protonefrídios dispostos em cada miótomo (segmento ou metameria corporal em forma de <) que recolhem as excretas do celoma e as elimina em um túbulo renal que se comunica com a lacuna supra-faríngica, o átrio, por onde há movimentação de água causada pelo batimento de cílios faringianos, saindo pela boca.

Os Cefalocordados  possuem uma notocorda permanente e um tubo neural dorsal que se estendem da região anterior a posterior do animal; não possuem uma cabeça, nem um encéfalo, ou olhos diferenciados.
Possuem uma faringe branquial com cílios que promovem a circulação contínua e unidirecional da água; ocorre aí uma porcentagem das trocas gasosas bem como a retenção de partículas a serem digeridas. Muito da digestão é feita intracelularmente. A boca é envolvida por um capuz oral com um anteparo de cirros que impedem a entrada de partículas muito grandes.
São animais de sexos separados, mas não possuem vias genitais. Os gâmetas são acumulados no átrio, donde saem para a água, onde se dá a fecundação.

## Economia
- Commons
- Wikispecies

Grande parte dos países asiáticos fazem consumo de algumas espécies de anfioxos. Os animais frescos podem ser fritos para consumo ou desidratados para uso posterior. Como  também, em livros, são registradas ocorrências de anfioxos para alimentação de aves em algumas partes do litoral brasileiro( Princípios Integrados de Zoologia, p.877).